# Foros de Vale de Figueira
Foros de Vale de Figueira is een plaats (freguesia) in de Portugese gemeente Montemor-o-Novo en telt 1065 inwoners (2001).